# أزمة الحكومة السويدية 2014

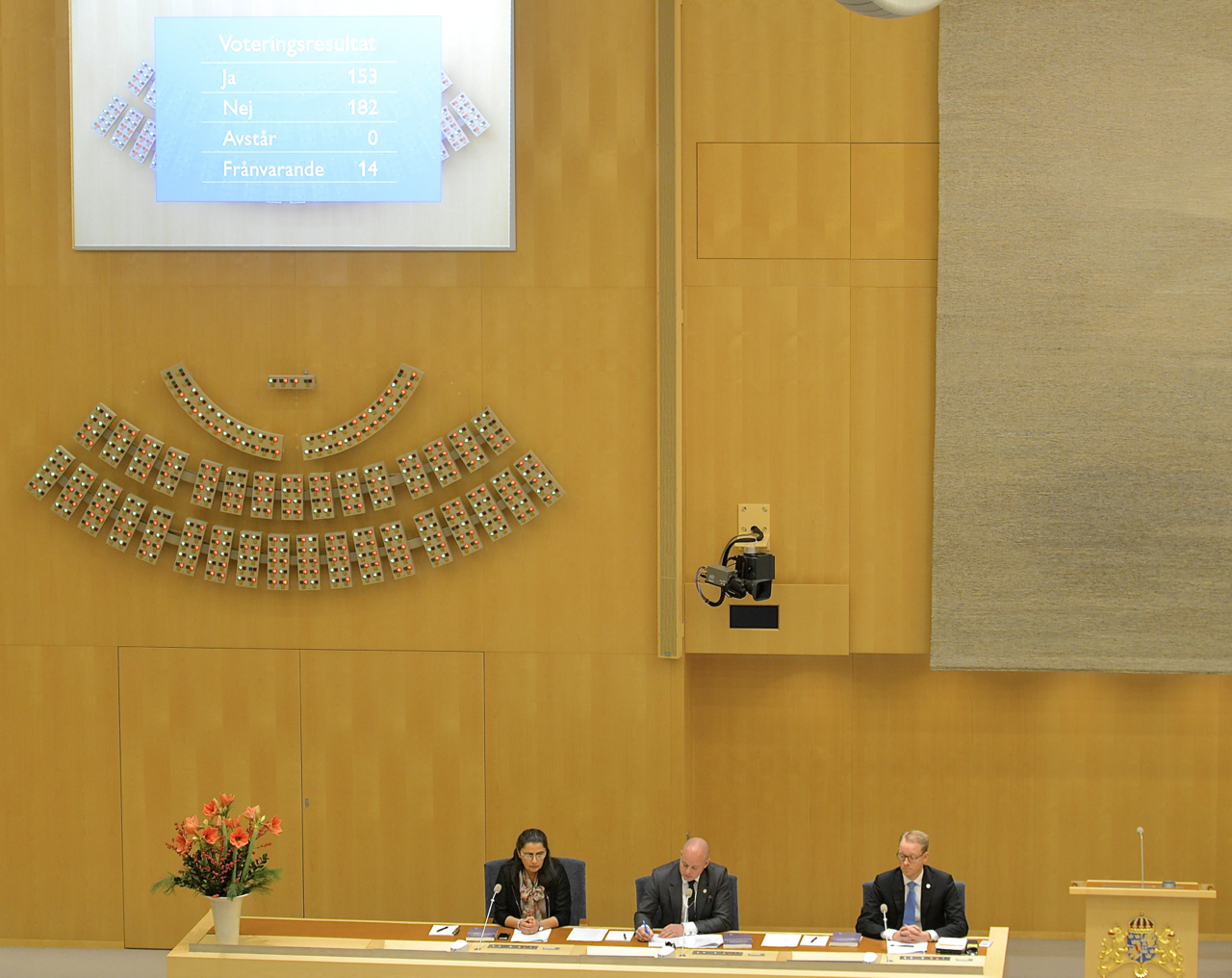
جلسة التصويت على مشروع قانون الميزانية يوم 3 ديسمبر عام 2014 التي فشل فيها إقرار مقترح حكومة ستيفان لوفن بـ182 صوتًا ضد مقابل 153 صوتًا مع

بدأت أزمة الحكومة السويدية 2014 (بالسويدية: Regeringskrisen i Sverige 2014)‏ في 3 ديسمبر بعد رفض البرلمان السويدي الميزانية الحكومية المقترحة لصالح ميزانية اقترحته معارضة يمين الوسط.
أعلن الديمقراطيون السويديون خلال مؤتمر صحفي في 2 ديسمبر 2014 أنهم سيصوتون بشكل ثانوي لميزانية الحكومة التي اقترحتها أحزاب المعارضة الأخرى في تحالف يمين الوسط، وبالتالي تأمين الغالبية لتلك الميزانية وتعطيل إقرار الميزانية التي اقترحتها حكومة لوفن الحمراء الخضراء. بعد فشل اجتماع بين الاشتراكيين الديمقراطيين وحزب الخضر وأحزاب التحالف في التوصل إلى أي حل أو أي خطط لمزيد من المفاوضات، أُقرت ميزانية التحالف في 3 ديسمبر بمجموع 182 صوت مقابل 153 صوت (لم يحضر الاجتماع 14 برلمانيا). في اليوم نفسه أعلن رئيس الوزراء ستيفان لوفن أن مجلس الوزراء سيدعو إلى إجراء انتخابات مبكرة في 22 مارس 2015. لأسباب دستورية لم تُجر الانتخابات المبكرة حتى 29 ديسمبر 2014. لو أجريت الانتخابات، كانت ستكون أول انتخابات مبكرة وأول انتخابات لا تجرى في سبتمبر منذ عام 1958.
في 27 ديسمبر 2014 أعلن رئيس الوزراء لوفن أن الانتخابات المبكرة لن تجر، في أعقاب اتفاق ستة أحزاب على إجراءات الميزانية المستقبلية التي تشمل جميع الأحزاب الرئيسية ما عدا حزب اليسار والديمقراطيين السويديين.
سقط الاتفاق في أكتوبر 2015 حين قرر الديمقراطيون المسيحيون التخلي عنه. وعلى الرغم من ذلك، سمح معتدلو أحزاب يمين الوسط والليبراليون والوسط لحكومة أقلية الديمقراطيين الاشتراكيين من يسار الوسط بأن تستمر في الحكم.

## الخلفية

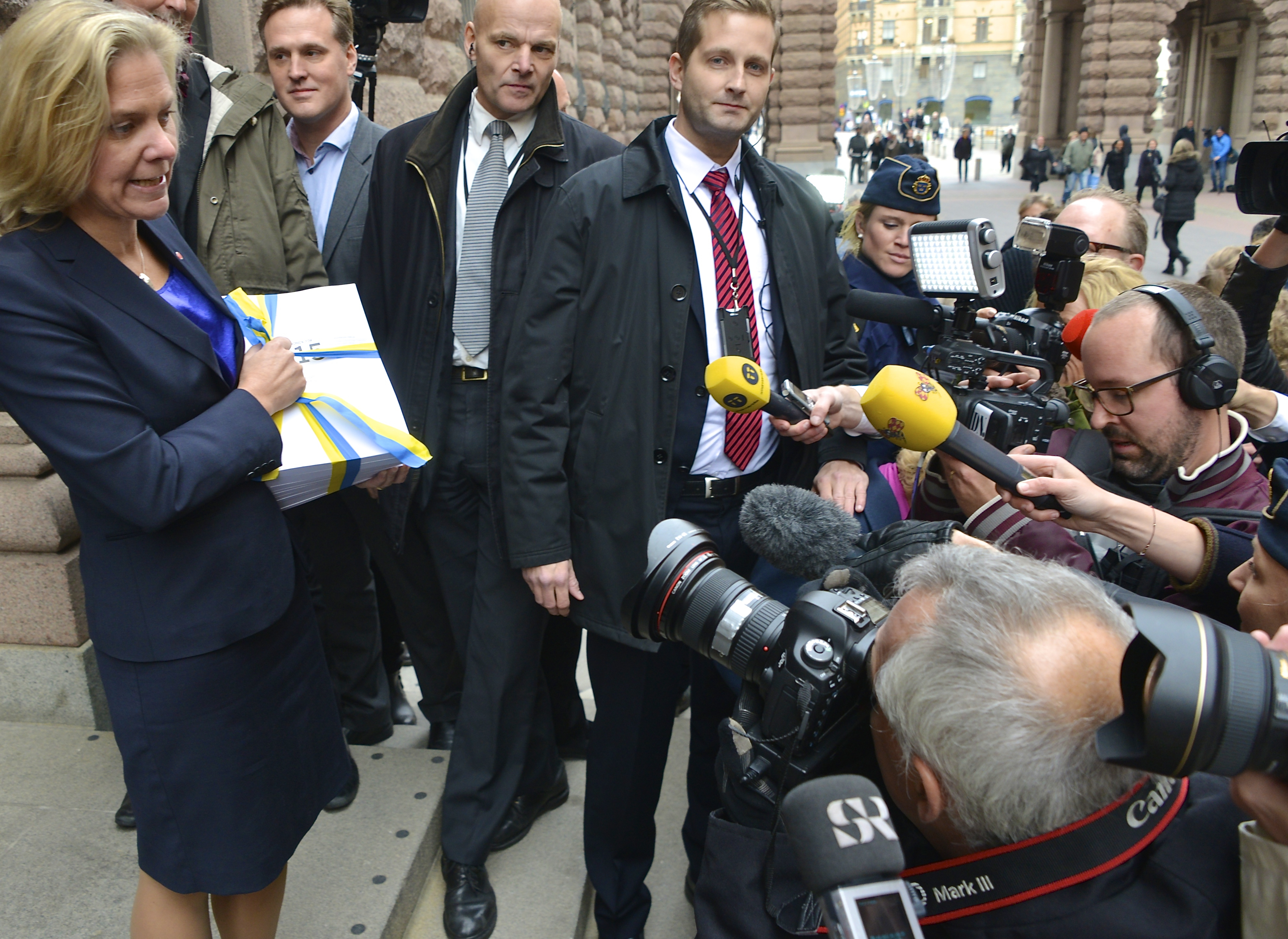
وزيرة المالية السويدية ماغدالينا أندرسون (يسارًا) في طريقها إلى البرلمان لعرض مقترح الميزانية بتاريخ 23 أكتوبر عام 2014

أفضت الانتخابات السويدية العامة لعام 2014 إلى وضع لم ينل فيه أي معسكر سياسي غالبية. شكل لوفن حكومة أقلية تتألف من ديمقراطييه الاشتراكيين وحزب الخضر الذي كان يحظى بدعم حزب اليسار. وعلى الرغم من ذلك، لم تكن الأحزاب الثلاثة تمتلك غالبيةً في البرلمان السويدي وكانت ستحتاج إلى دعم من حزب معارض واحد على الأقل من أجل تمرير التشريعات. في المعارضة، تألف تحالف يمين الوسط من حزب التجمع المعتدل وحزب الوسط حزب الشعب الليبرالي والديمقراطيين المسيحيين. حافظ الديمقراطيون السويديون، حزب قومي، على توازن القوى. وتابعت الأحزاب الأخرى سياسة رفض التعاون مع الديمقراطيين السويديين.
اقترحت حكومة لوفن الميزانية بالتعاون مع حزب اليسار. عُرضت الميزانية على البرلمان السويدي من قبل وزيرة المالية ماغدالينا أنديرسون في 23 أكتوبر. قدم التحالف مقترح ميزانية بديلة في 10 نوفمبر. كانت ميزانيتهم متشابهة عمليًا في ما يتعلق بالهجرة، القضية الرئيسية للديمقراطيين في السويد. قدم الديمقراطيون السويديون اقتراح الميزانية البديلة الخاصة بهم. كان الإجراء المعتاد في البرلمان السويدي أن تصوت الأحزاب لمقترح الميزانية الأساسية فقط. خلال جلسة الخريف، ذكر الديمقراطيون السويديون أنهم سيدرسون التخلي عن هذا الإجراء من خلال التصويت لميزانية التحالف بعد فشل اقتراحهم. كان قائد الحزب جيمي أكيسون في إجازة مرضية بسبب احتراق نفسي مهني في أكتوبر، تاركًا ماتياس كارلسون كقائد بالوكالة. أعرب العديد من المعلقين السياسيين عن شكوكهم في أن الديمقراطيين في السويد سيكونون مستعدين لإحداث أزمة في الحكومة وإجراء انتخابات إضافية محتملة. بحلول نوفمبر، بدا مرجحًا أن ممثلي الديمقراطيين السويديين سيتحالفون ضد حكومة لوفن. أظهر استطلاع للرأي في الشهر نفسه أن 71% من ناخبي الحزب الديمقراطي السويدي كانوا يؤيدون تصويت الحزب على اقتراح الموازنة من التحالف.

## رفض الميزانية
في صباح 2 ديسمبر، ذكر لوفن أن الحكومة ستواصل أعمالها في حال عُطلت ميزانيتها المقترحة.
عقد الديمقراطيون السويديون في فترة ما بعد الظهر مؤتمرًا صحافيًا بقيادة القائد بالوكالة ماتياس كارلسون والمتحدث الرسمي حول القضايا الاقتصادية أوسكار سوشيتد، والذي انتهى ببيان أن الحزب سيصوت لصالح اقتراح ميزانية التحالف في اليوم التالي بعد فشل اقتراحهم. أعلن الحزب أنه وجد أنه من غير المقبول أن تكون النفقات لطالبي اللجوء في ازدياد مما اعتبروه مستوى مرتفعًا جدًا بالفعل وبالتالي أرادوا أزمة في مجلس الوزراء على الرغم من تضمّن ميزانية التحالف البديلة للنفقات نفسها في ما يتعلق بالهجرة. وأعلن الحزب أيضًا أنه سيكون على استعداد للتصويت على جميع الميزانيات المستقبلية من لحكومة التحالف الجديدة بطريقة مماثلة، وأن هدفه الرئيسي هو تقليل ما اعتبره تأثير حزب الخضر على سياسة الهجرة السويدية.
مع نهاية المؤتمر الصحفي دعى رئيس الوزراء ستيفان لوفن زعماء التحالف الأربعة إلى اجتماع في الليلة نفسها في روزينباد لمناقشة الوضع. قبلت الدعوة كافة الأحزاب. بالنسبة لقادة مجموعة حزب التجمع المعتدل، حضرت آنا كينبيرغ باترا بدلًا من زعيم الحزب فريدريك راينفيلدت الذي أعلن نيته اعتزال السياسة في ليلة الانتخابات عام 2014. ومثّل الأحزاب الأخرى قادة أحزابهم، آني لوف (حزب الوسط) ويوران هغلوند (الديمقراطيون المسيحيون) ويان بيوركلوند (حزب الشعب الليبرالي). مُثّلت الحكومة عبر رئيس الوزراء لوفن ووزيرة المالية ماغدالينا أنديرسون، وكلاهما ديمقراطيين اشتراكيين، والناطقَين باسم حزب الخضر أسا رومسون نائب رئيس مجلس الوزراء ووزير التعليم غوستاف فريدولين.
أشار قادة التحالف قبل الاجتماع إلى أنهم لا يريدون التفاوض حول الميزانية وتمسكوا بشكل كامل بمقترح الميزانية الخاص بهم. استمر الاجتماع لما يزيد عن الساعة تقريبًا، وأكد قادة التحالف في المقابلات التي تلت ذلك مباشرة أنه لم تكن هناك مفاوضات بشأن مسألة الميزانية، إلا أن التحالف كان قد أعرب عن رغبته بالتعاون حول تغييراتٍ إجرائية تتعلق بصناعة القرار في البرلمان السويدي بهدف تجنب حالات مماثلة في المستقبل وجعل مسألة حكم حكومات الأقلية أكثر سهولة.
في الليلة نفسها، عقد لوفن مؤتمرًا صحافيًا مع الوزراء الثلاثة الآخرين الذين حضروا الاجتماع حيث أعرب عن أسفه لعدم إحراز أي تقدم في المحادثات مع التحالف. وذكر أنه لم يقرر إذا ما كان سيستقيل أو يدعو لانتخابات جديدة وأنه قد تكون هناك «بدائل أخرى».
في 3 ديسمبر، ناقش البرلمان السويدي مقترحات الميزانية من مجلس الوزراء والتحالف والديمقراطيين السويديين وفي فترة ما بعد الظهر صوتوا على الميزانية التي سيوافَق عليها لعام 2015. وفقًا لإجراءات التصويت، صوت البرلمان أولًا على اقتراح الديمقراطيين السويديين، الذي حصل على أصواتهم فقط. كما خططوا، صوّت الديمقراطيون السويديون بعد ذلك لصالح ميزانية التحالف المقترحة. حصل الأخير على 183 صوتًا مقابل 153 على اقتراح مجلس الوزراء.

## خطط انتخابات مبكرة
أعقب التصويت على الميزانية مؤتمر صحفي عقده لوفن وفريدولين قال فيه لوفن أن مجلس الوزراء سيدعو إلى انتخابات مبكرة للبرلمان السويدي المقرر عقدها في 22 مارس 2015. وفقًا لدستور السويد، لا يمكن إجراء انتخابات مبكرة قبل مرور ثلاثة أشهر على اجتماع البرلمان السويدي بعد الانتخابات العادية، وبالتالي لا يمكن إجراء الانتخابات حتى 29 ديسمبر. إضافة إلى ذلك، يُنتخب البرلمان السويدي الجديد فقط ليقوم بدوره لباقي الفترة البرلمانية الحالية، ولن يكون هناك تغيير في تاريخ الانتخابات العامة عام 2018.
قال لوفن في بيانه إن الديمقراطيين في السويد أعلنوا عن استعدادهم للإطاحة بكل حكومة اختلفوا معها بشأن سياسات الهجرة، وقال إن هذا تسبب في وضع سياسي جديد في السويد. وأضاف أيضًا إنه يأسف لما اعتبره رفض التحالف لتعاون أوثق مع الحكومة.